# Urzica (okręg Aluta)
Urzica – wieś w Rumunii, w okręgu Aluta, w gminie Urzica. W 2011 roku liczyła 1514 mieszkańców. 